# Теплопровідність гірських порід
Теплопровідність гірських порід – властивість гірських порід передавати тепло від більш нагрітих ділянок до менш нагрітих. Т.г.п. обчислюють за формулою Фур’є: 
λ = Q/(dT/dh)st,
де Q – кількість тепла, яке пройшло через шар породи dh за час t при різниці температур dT на граничних поверхнях шару породи; s – поверхня шару породи, через яку проходить потік тепла).
Гірські породи, як правило, є поганими провідниками тепла і мають мале значення Т.г.п. Найбільшу Т.г.п. має срібло (λ = 310 Вт/м х град), найменшу – буре вугілля (0,25). У щільних низькопористих нерудних породах коефіцієнт Т.г.п. збільшується зі зростанням вмісту в них кварцу. Дещо підвищену Т. мають гідрохімічні осади (кам'яна сіль, сильвін, ангідрит), а низьку – кам'яне вугілля та азбест. У чистих монокристалів Т. найбільша, а при переході ло полікристалів вона падає. Т. кристалічних тіл вища, ніж аморфних. Т.г.п. зменшується пропорційно розміру зерен порід, а для шаруватих порід залежить від напрямку теплового потоку – вздовж шаруватості вона завжди більша, а відношення між Т.г.п. паралельно і перпендикулярно шару, як правило, становить 1,1-1,5 (у слюди – 6, у графіту – 2 і більше). Т. сухих пористих порід завжди нижча непористих. Напр., Т. піску у 6-7 менша за Т. щільного пісковика. Велику роль відіграє форма пор у породі. Т.г.п. з видовженими порами значно менша у напрямку найбільшого розміру пор (бо Т. газів, якими наповнені пори, низька). Зволоження пористих порід веде до збільшення їх Т., однак тому що Т. води нижча за Т. сухих порід, то Т. для сильнопористих матеріалів ніколи не досягає Т.г.п. малопористих. Т. насиченої водою глини у 6-8 разів більша, ніж Т. сухої. Підвищення температури майже всіх кристалічних мінералів і порід веде до зниження їх Т., а Т. аморфних і прихованокристалічних мінералів та порід при цьому збільшується. Зниження температури вологих порід нижче 0оС приводить до замерзання води і різкого підвищення Т. порід. Під дією тиску Т. пористих порід підвищується, непористих – змінюється несуттєво. Коефіцієнт Т. для вугілля зростає з підвищенням температури за лінійним законом, а при значних температурах – за квадратичним. Т. вугілля зростає також з підвищенням вмісту в ньому мінеральних речовин (які мають більшу Т., ніж вугілля).